# Scuola di Brighton

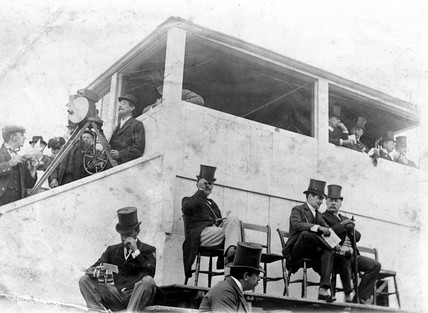
Birt Acres filma il derby di Epsom nel 1895

La scuola di Brighton è considerata la prima importante epoca del cinema inglese, attiva nella località costiera dal 1896 fino alla vigilia della prima guerra mondiale. Ai maestri della scuola di Brighton è attribuita la messa a punto di numerosi effetti e soluzioni cinematografiche, che ampliarono le possibilità espressive del cinema e verranno ampiamente riprese in seguito, in particolare da David Wark Griffith che li combinò ad arte nel primo film narrativo "moderno", Nascita di una nazione (Birth of a Nation) del 1915.

## Cinema inglese delle origini
Il cinema inglese delle origini venne a lungo occultato dall'importanza riservata ai francesi ed agli americani, ma fu ricchissimo e portatore di grandi innovazioni. Già nel precinema ci furono numerosi inglesi protagonisti: Edward Muybridge, fotografo del movimento, Louis Aimé Augustin Le Prince, che con un apparecchio a sedici obbiettivi ottenne nel 1888 immagini animate di persone in un giardino (Roundhay Garden Scene) e del Ponte di Leeds, o William Friese-Greene, che filmò Hyde Park a Londra con dieci immagini al secondo.
Nel 1895 Birt Acres brevettò una macchina da presa appena sei settimane dopo la registrazione del brevetto dei Fratelli Lumière e presentò a Londra il suo primo film, Derby at Epsom, agli inizi del 1896, appena due settimane dopo la storica proiezione parigina dei Lumière (del 28 dicembre 1895). Nel febbraio 1896 Robert William Paul presentò Rough Sea at Dover (Tempesta a Dover) e Brighton Beach (Spiaggia di Brighton).

## La scuola di Brighton..

Soggettiva rudimentale in Grandma's Reading Glass, film del 1900, regia di George Albert Smith

Robert William Paul è considerato il padre del cinema inglese. Lui ed altri cineasti creativi (William Friese-Greene, George Albert Smith e James Williamson) erano soliti riunirsi allo Hove Camera Club di Brighton, località balneare poco distante da Londra. Essi erano dotati di un kinetoscopio di fabbricazione Edison.
Essi sperimentarono alcune forme narrative ed effetti speciali che ebbero un'importanza fondamentale nello sviluppo del cinema successivo:
- La sovrimpressione (The Corsican Brothers, di Smith, 1898), già usata in fotografia.
- Il montaggio narrativo, ovvero la frammentazione della scena in più inquadrature (le regate di Henley del 1899 e Attack on a Chinese Mission - Bluejackets to the Rescue di Williamson, 1901).
- Il primo piano, detto "magnificent view" (Comic Face, 1897, The Big Swallow, 1901, di Williamson).
- Il raccordo sull'asse (The Little Doctor, 1901, e Mary Jane's Mishap, 1903, tutti di Smith).
- Il raccordo tra le inquadrature con la soggettiva (Grandma's Reading Glass, 1900, e As Seen Through a Telescope, 1900, tutti di Smith).
- La linearizzazione del racconto, senza salti di tempo (gli overlap)

Vennero praticati numerosi generi, dal documentario (Funeral of Queen Victoria di Cecil Hepworth, 1901), alla fiaba (The Magic Sword di Paul, 1902), al comico, al fantastico, alla suspense e all'inseguimento. Pionieristica fu anche l'attenzione verso il reale ed i problemi sociali.
Queste ricerche furono fondamentali per ampliare la gamma delle possibilità espressive del nascente linguaggio cinematografico.

### Il montaggio narrativo
La scuola di Brighton ebbe notevole importanza per la scoperta del montaggio "narrativo", cioè con un'azione che continuava da un'inquadratura all'altra. Per Méliès, infatti, nel montaggio tra una scena e l'altra c'era sempre un salto temporale (un'"ellisse"): ad esempio anche quando un mezzo precipitava dalla luna al mare (Viaggio nella luna, 1902), tre scene mostravano tre fasi diverse della caduta (partenza, metà percorso, arrivo) e mai un'azione continua.
Gli inglesi invece iniziarono a sviluppare un'azione su più inquadrature. Esempio tipico è il film Extraordinary Cab Accident di William Paul (1903), dove un pedone passeggia da una strada all'altra, poi viene investito da un'automobile in corsa, vola in aria e ricade in terra senza farsi niente. Le inquadrature erano girate separatamente e poi raccordate in modo piuttosto goffo e confuso, però sono i primi esempi dell'insorgere del problema della continuità dell'azione, la "linearizzazione temporale".

### Il primo piano

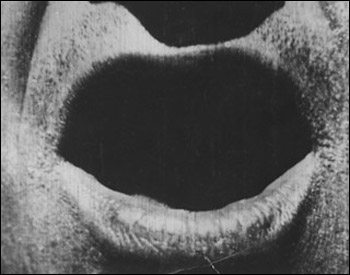
Primo piano in The Big Swallow, film del 1901 di James Williamson

Il primo piano non aveva dimostrato di essere gradito dal pubblico, che già con l'Irwing-Rice Kiss di William Dickson per Thomas Edison (1896) era stato ampiamente criticato per la visione troppo ravvicinata, che evidenziava dettagli non piacevoli.
Gli inglesi però ripresero la tecnica già nel 1897 (Comic Face). Williamson usò il primissimo piano per un effetto pauroso, in The Big Swallow del 1901, dove un passante arrabbiato contro l'operatore, si avvicina all'obiettivo fino a coprirlo con la sua bocca: a quel punto si vede un enorme buco nero dove cadono la cinepresa e l'operatore, divorati dal passante, che dopo si riallontana, masticando sereno.

### Il raccordo sull'asse
Un primissimo esempio di raccordo sull'asse, cioè quel tipo di montaggio che passa dalla figura intera al dettaglio e viceversa restando sullo stesso asse visivo, si trova nel film di George Albert Smith Mary Jane's Mishap: si tratta della storia di una domestica pasticciona e un po' pigra, che si macchia il viso col lucido da scarpe e che per accendere il fuoco riempie i fornelli di petrolio, saltando in aria; per far vedere la faccia macchiata o per far leggere la parola "paraffin" sulla tanica usata, la cinepresa si avvicina con uno stacco, inserendo primi piani, e poi torna indietro, sempre con uno stacco: si rompe così l'inquadratura statica della stanza dove è ambientata la storia, la visione cinematografica diventa qualcosa di diverso da quella dello spettatore davanti al palcoscenico teatrale.

### Realtà e finzione
Un'altra novità è data dalla mescolanza di scene prese dal vero e scene di finzione. James Williamson in Fire! (1901) filmò un vero carro dei pompieri in corsa e un fittizio incendio in una casa.

### Inseguimento
Nacque in Inghilterra anche uno dei temi più classici della storia del cinema, quello della fuga-inseguimento (in inglese "chase"), come nei film Daring Daylight Burglary (1903) e Rescued by Rover di Hepworth (1905). L'inseguimento, che è un genere popolare ancora ai giorni nostri, ha successo perché sfrutta a pieno quello che è da sempre il migliore effetto del cinema, cioè il movimento.

## Declino
Entro la prima guerra mondiale Francia, Italia e Stati Uniti si preoccuparono molto dell'aspetto industriale del cinema, tagliando fuori altri paesi quali la stessa Gran Bretagna.
Alla vigilia del conflitto mondiale i produttori inglesi si limitavano ad adattare i grandi classici teatrali e letterari per il cinema (Shakespeare, Dickens o Walter Scott). La guerra diede il colpo di grazia anche a questa produzione e nel 1920 il paese era già il miglior cliente delle produzioni americane. Gli stessi talenti inglesi migrarono rapidamente a Hollywood (come l'attore Victor McLaglen) e fino al 1925 non ci fu alcuna ripresa del cinema inglese.

## Differenze col cinema francese
Il cinema inglese delle origini fu molto diverso dal coevo cinema francese, dominato da Georges Méliès. Per Méliès il mondo cinematografico era il teatro dell'impossibile, dell'anarchia, della sovversione giocosa delle leggi della fisica, della logica e della quotidianità. Per gli inglesi invece, influenzati dalla morale vittoriana, il cinema è sostanzialmente votato all'educazione ed al moralismo, una caratteristica che si trasmetterà al cinema americano classico. Le pellicole, per quanto apparentemente utili al solo svago, insegnano a fare attenzione per la strada, mostrano i danni dell'alcolismo, fanno vedere i cani che salvano i bambini e i poliziotti che arrestano i ladri.
Il principio mutuato dalla letteratura di Dickens e dalla stessa fiabistica è quelle della lotta contro il male, dell'ordine contro il caos. Si tratta di uno schema elementare a tre fasi (ordine, trasgressione e ripristino dell'ordine) che sta alla base del cinema narrativo.